# Istituto per la cooperazione nello spazio
L'istituto per la cooperazione nello spazio  (ICIS - Institute for Cooperation In Space) è un'organizzazione non-profit la cui missione consiste nel sensibilizzare l'opinione pubblica sul motivo per cui le armi spaziali dovrebbero essere bandite.
L'ICIS venne creato nel 2001 dalla dottoressa Carol Rosin, già collaboratrice di Wernher von Braun e da Alfred Webre, ex ricercatore in scienze politiche e sociali allo Stanford Research Institute. L'ICIS continua ora i progetti dell'ISCOS (Institute for Security and Cooperation in Outer Space), fondato sempre da Carol Rosin nel 1983.
L'ICIS è promotore del trattato per la preservazione dello spazio (Space Preservation Treaty). 
La politica dell'ICIS si basa sull'utilità del bando delle armi spaziali al fine di orientare la ricerca sull'argomento verso progetti esplorativi.